# Historia del uniforme del Club Independiente Santa Fe
El uniforme de Independiente Santa Fe de Bogotá, club de la primera división de Colombia ha sido tradicionalmente de camiseta roja, cuello y mangas blancas, pantaloneta blanca y medias rojas.

## Historia

### Inicios
La camiseta de Independiente Santa Fe no fue originalmente roja, al ser fundado por exalumnos del Gimnasio Moderno una camiseta blanca con una franja horizontal azul en el centro con la que se jugaron los tres primeros partidos al desteñirse dicho uniforme en 1938,  se usó luego el uniforme azul, el uniforme santafereño fue azul petróleo desde 1939 antes de la fundación oficial del club, luego se usó y verse obligados a usar un uniforme diferente al de Telégrafos se usó un uniforme verde de camiseta con mangas y cuello claros, dicho uniforme se usó durante un año. Para 1942 Santa Fe se enfrentaba a la Universidad Nacional por lo cual uso por primera vez definitiva el uniforme de camiseta roja y mangas y cuello blancos, por influencia inglesa. 

### Años 1980
Para los años 80 se usaron por primera vez camisetas con patrocinadores como Milo, Caja Social de Ahorros, Arroz Futura, Champaña Madame Colette, Postobón y Colombiana. En esta década los uniformes fueron elaborados por la empresa Saeta.

### Años 1990
En 1991 se usó un uniforme conmemorativo de los 50 años del club. En esa época variaron las telas de las camisetas según el clima.
Entre 1990 y 1995 Saeta elaboró las indumentaria del club. Para 1996 Santa Fe fue vestido por Adidas. Posteriormente en 1997 fue vestido por Topper.
Los principales patrocinadores de Santa Fe fueron Club Colombia, Cerveza Costeña, Konga, Cerveza Águila.

### Años 2000
En el 2000 Santa Fe fue vestido por la empresa FSS. Entre 2001 y 2003 el uniforme se elaboró por Patrick, para 2004 por Rinic, en 2005 sería producido por Lotto y en 2006 fue elaborado por Puma, en 2007 por  Santa Sport Wear SSW (marca propia del club) y en 2008 nuevamente se firmó contrato con Puma.
Entre 2009 y 2021 la indumentaria fue elaborada por la marca Umbro.
Entre 2000 y 2004 el patrocinador principal fue Cerveza Águila, para 2005 y 2006 fue Samsung, en 2007 y 2010 fue  Cerveza Águila, en 2011 fue Croydón, en 2012 AKT Motos, en 2013 y 2014 Honda, entre 2015 y 2018 fue Huawei, para 2019 fue Honor y desde 2020 ha sido Colanta.
En 2013, para un partido por liga ante Boyacá Chicó, Santa Fe jugó con una camiseta de entrenamiento y luego jugó con una camiseta 'pirata' debido a que solo viajó con el uniforme rojo titular.
Entre 2022 y 2023, la indumentaria es elaborada por la marca italiana Kappa.
Desde 2024, el equipo es patrocinado por la marca italiana Fila.

## Evolución

### Primeros Uniformes
| (1939-1940) | (1940-1941) | (1941) | (1942) |

### Titular
| Tradicional | 2005        | 2006        | 2007 | 2008 |
| 2009        | 2010        | 2011        | 2012 | 2013 |
| 2014        | 2015        | 2016        | 2017 | 2018 |
| 2019        | 2020-2021-I | 2021 - 2022 | 2023 | 2024 |

| 2025 |

### Visitante
| Tradicional | 2005        | 2006        | 2007 | 2008 |
| 2009        | 2010        | 2011        | 2012 | 2013 |
| 2014        | 2015        | 2016        | 2017 | 2018 |
| 2019        | 2020-2021-I | 2021 - 2022 | 2023 | 2024 |

| 2025 |

### Entrenamiento
|  |  |

### Arquero
|  |  |  |  |

### Uniformes especiales
El primer uniforme especial de Independiente Santa Fe fue de franjas rojas y blancas y se usó en 1948 en un partido contra el América de Rio.
En 1969, Santa Fe usó una camiseta patrocinada para una gira que se realizaría en China, pero solo se usó en un clásico bogotano.
Para 1995, Saeta fabrico para Santa Fe una camiseta alterna con un diseño de franja cruzada, en un partido contra Medellín. En 1996 se usaron dos diseños de camisetas suplentes.
Debido al asesinato de César Villegas, máximo accionista del club en el año 2002, Santa Fe usó un uniforme blanco, con pequeñas líneas negras en su camiseta, fabricado por Patrick. Este uniforme se portó una vez más ese mismo año luego del fallecimiento de Ernesto Díaz, uno de los jugadores emblemáticos de Santa Fe en su historia.
En 2006 el equipo vistió un uniforme conmemorativo amarillo para celebrar el cumpleaños 468 de Bogotá,con actuación y goles de Léider Preciado venciendo 4-0 a Atlético Nacional.
En 2008, para el partido amistoso ante el Real Madrid, con derrota ante el equipo español 2-1, Santa Fe vistio un uniforme especial para ese partido y alusivo a los 470 años de Bogotá.
Para 2012, se usó una camiseta de homenaje a Bogotá.
Para 2014, se introduce una tercera camiseta de color gris en un partido ante Junior en Barranquilla. En el mismo año se usó una camiseta conmemorativa del cumpleaños de Bogotá.
En 2014, se introduce el uniforme de entrenamiento en un partido contra Boyacá Chicó, debido a que la utilería del club olvidó la indumentaria en Bogotá y solo llevaron dichas camisetas, con las cuales jugaron solo el primer tiempo, pero la utilería del club consiguió camisetas réplica en Tunja, pero hubo un problema, y es que las camisetas réplica no tenían dorsal (algo requerido por la FIFA) y tuvieron que pintarlos con marcador
En 2015, fue utilizado un uniforme gris claro, como tercer uniforme.
Para 2016 Independiente Santa Fe disputó la Copa Suruga Bank en Japón, como campeón de la Copa Sudamericana con una camiseta de homenaje a Bogotá.
En 2017 nuevamente Santa Fe jugó con una camiseta de edición conmemorativa del Cumpleaños de Bogotá.
Para 2018, fue usado un tercer uniforme negro, con líneas rojas.
Para 2019 se usó como tercer uniforme una camiseta 'camuflada' con diseño de vectores del mapa de Bogotá.
En 2020 se generó polémica por la tercera camiseta rosada de Independiente Santa Fe, usada en un partido de Copa Libertadores ante River Plate.
Para 2021 como conmemoración de los 80 años del Club, fue lanzada una camiseta conmemorativa, inspirada en la camiseta de 1975 y con el número 9 como homenaje a Carlos Alberto Pandolfi.

Para 2022 y 2023, la marca Kappa ha realizado camisetas especiales de color gris y negro alusivas a Bogotá.
| 1948 VS América de Río | Homenaje C.Villegas | 468 años de Bogotá | VS Real Madrid   | 474 años de Bogotá |
| 475 años de Bogotá     | 476 años de Bogotá  | 3° uniforme 2014   | 3° uniforme 2015 | 3° uniforme 2016   |
| Copa Suruga Bank 2016  | 3° uniforme 2017    | 3° uniforme 2018   | 3° uniforme 2019 | 3° uniforme 2020   |

| 3° uniforme 2021-2022 | 3° uniforme 2023 | 3° uniforme 2024 | 3° uniforme 2025 |  |  |  |  |

## Proveedores y patrocinadores del club
| Periodo   | Proveedor | Patrocinadores Principales | Patrocinadores secundarios |
| --------- | --------- | -------------------------- | --- |
| 1980      | Saeta     | Milo                       | |
| 1981-82   | Saeta     | Caja Social de Ahorros     | |
| 1983      | Saeta     | Arroz Futura               | |
| 1984      | Saeta     | Hotel Cosmos               | |
| 1985      | Saeta     | Madame Colette             | |
| 1986-88   | Saeta     | Postobón                   | |
| 1989      | Saeta     | Colombiana                 | |
| 1990-91   | Torino    | Snacks Colpal Postobón     | |
| 1991      | Saeta     | Club Colombia              | |
| 1992-93   | Saeta     | Konga                      | Pony Malta |
| 1994      | Saeta     | Cerveza Águila             | |
| 1995      | Saeta     | Cerveza Costeña            | |
| 1996      | Adidas    | Cerveza Costeña            | Avianca |
| 1997-99   | Topper    | Cerveza Águila             | |
| 2000      | FSS       | Cerveza Águila             | |
| 2001-03   | Patrick   | Cerveza Águila             | |
| 2004      | Runic     | Cerveza Águila             | |
| 2005      | Lotto     | Samsung                    | Ice Frux |
| 2006      | Puma      | Samsung                    | Cablecentro |
| 2007      | SSW       | Cerveza Águila             | |
| 2008      | Puma      | Cerveza Águila             | |
| 2009-10   | Umbro     | Cerveza Águila             | ETB Lotería de Bogotá |
| 2011      | Umbro     | Croydon                    | San Andresito de San José |
| 2012      | Umbro     | AKT                        | Aguardiente Néctar ASISTA |
| 2013      | Umbro     | Honda                      | Aguardiente Néctar ASISTA Canal Capital Bodytech Pierre D'Agostiny                                                                        |
| 2014      | Umbro     | Honda                      | Aguardiente Néctar ASISTA Canal Capital Bogotá Humana Lotería de Bogotá Bodytech                                                          |
| 2015      | Umbro     | Huawei                     | Honda Postobón Bogotá Humana Bodytech |
| 2016      | Umbro     | Huawei                     | Aguardiente Néctar Postobón |
| 2017      | Umbro     | Huawei                     | Aguardiente Néctar Postobón INCAP |
| 2018      | Umbro     | Huawei                     | Aguardiente Néctar SMART |
| 2019      | Umbro     | Honor                      | BetPlay Aguardiente Néctar HV TV |
| 2020      | Umbro     | Colanta                    | Hyundai BetPlay Aguardiente Néctar Cerveza Águila Ron SantaFe                                                                             |
| 2021      | Umbro     | Colanta                    | BetPlay Aguardiente Néctar Cerveza Águila Paga Todo JMC BTL                                                                               |
| 2021 - II | Kappa     | Colanta                    | BetPlay Aguardiente Néctar Cerveza Águila Paga Todo JMC BTL                                                                               |
| 2022      | Kappa     | Colanta                    | BetPlay Aguardiente Néctar Cerveza Águila Paga Todo JMC BTL                                                                               |
| 2023      | Kappa     | Colanta                    | BetPlay Leoncy Aguardiente Néctar Huevos Ovosanti Bridgestone Gatorade Spinning Center BTL Pierre D'Agostiny Casa Cardenal Tienda Oficial |
| 2024-I    | Fila      | Colanta                    | BetPlay Huevos Ovosanti Gatorade Pierre D'Agostiny Casa Cardenal Tienda Oficial                                                           |
| 2024-II   | Fila      | Colanta                    | BetPlay Aguardiente Néctar Huevos Ovosanti Gatorade Pierre D'Agostiny Casa Cardenal Tienda Oficial Bodytech                               |
| 2025-I    | Fila      | Colanta                    | Betplay Gatorade Pierre D'Agostiny Casa Cardenal Tienda Oficial Bodytech Allen Nutrition Aguardiente Néctar                               |